# 能代中央都市開発
能代中央都市開発株式会社（のしろちゅうおうとしかいはつ）は、かつて秋田県能代市に本社を置き、ジャスコ能代店を核店舗とする「能代ショッピングセンター」の開発や管理を行っていた会社。

## 概要
1981年（昭和56年）能代駅の南側、緑町地区に本社を置く秋木事業が、イトーヨーカ堂を核店舗とする秋木能代ショッピングセンターの設置を三条申請（大型店の設置届け出）した。同SCは売り場面積25,593㎡を予定していた。
この秋木能代SCが開業した場合、既存商店街は大きな影響を受けることが明らかであるため、柳町商店街は大型店を誘致して対抗するべく、柳町に所在した山本組合総合病院跡地と柳町商店街の一部を再開発するため、1986年（昭和61年）10月29日にジャスコ（現：イオン）と能代市柳町商店街振興組合などの出資によって能代中央都市開発を設立した。
本施設は能代中央都市開発が施主となり着工。同社はジャスコと賃貸契約を結び、1990年（平成2年）12月18日にジャスコ能代店を核店舗として「能代ショッピングセンター」が開業した。建物は区分所有に基づき1階、2階の一部は羽後銀行（現：北都銀行）が所有し「羽後銀行能代支店」（現：北都銀行能代支店）を開設。残りの床面積と敷地の大部分を能代中央都市開発が所有した。
その後、能代中央都市開発はイオンによって完全子会社とされ、ジャスコ能代店からの賃貸料を収入源としてきた。しかし、イオンの合理化などにより、2006年（平成18年）11月に所有していた土地、建物をイオンに譲渡。12月、能代中央都市開発は解散した。

## 沿革
- 1986年10月29日 - 秋田県能代市に「能代中央都市開発株式会社」設立。
- 1990年12月18日 - ジャスコ能代店を核店舗として「能代ショッピングセンター」オープン。
- 2006年
  - 11月21日 - 資産をイオンに譲渡。
  - 12月 - 「能代中央都市開発株式会社」解散。

### 注
1. ↑   秋木工業の関連会社。秋木工業は井坂直幹によって1907年設立。秋田県木材業界の最大手企業として東証、大証1部に上場。 従業員554人を抱え秋田市に本社や合板工場、パーティクルボード工場を置き、能代市に合板、ハードボード工場などを設置していた。能代が発祥の地で、かつては東洋一の製材会社と謳われ隆盛を誇った。
 しかし、第一次オイルショック後の住宅不況や、原料とする南洋材の高騰から経営が悪化。また、借入金の多い財務体質の弱さから合理化投資が不十分であったほか、外壁合板など技術開発も遅れていた。秋木工業は北九州市に本社を置く段谷産業（東証1部上場の住宅資材メーカー。2002年4月19日に福岡地裁小倉支部に自己破産を申請し倒産。）の傘下にあったが、同社自体も秋木工業を支えきれる余力が乏しかったため、1982年11月24日に秋木工業が秋田地裁に会社更生法の適用を申請し倒産した。負債総額は73億6千万円。翌年5月12日、秋田県から協力要請を受けた合板業界最大手である西北ベニヤ工業（現：セイホク）が秋木工業のスポンサーとなり、更生手続が開始された。現在はセイホク傘下の新秋木工業として秋田工場（秋田市向浜）を軸に合板等を製造する[2]。
2. ↑   秋木能代SCの出店審議は能代商工会議所の商業活動調整委員会（商調協）で調整がつかず、仙台通産局の大規模小売店舗審議会に持ち込まれるなど難航した。結局、同SCは開業に至らなかった[3]。